# Hôrka nad Váhom

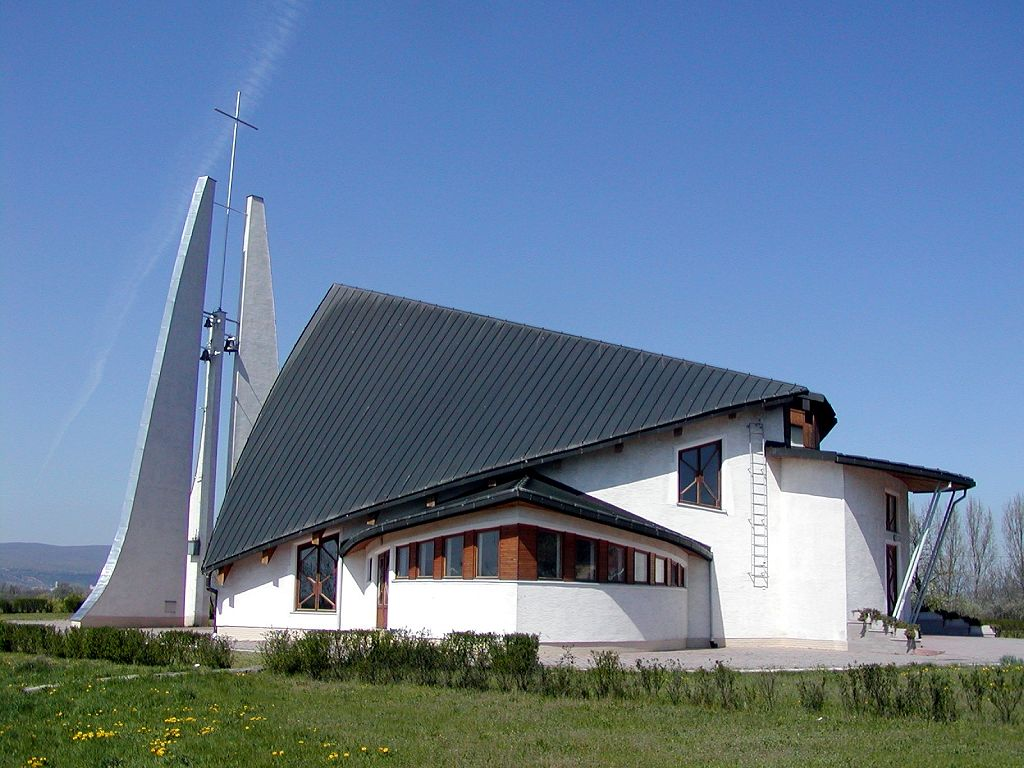
Hôrka nad Váhom

Hôrka nad Váhom (Hongaars: Vághorka) is een Slowaakse gemeente in de regio Trenčín, en maakt deel uit van het district Nové Mesto nad Váhom.
Hôrka nad Váhom telt 691 inwoners.